# Tinodes miyakonis
Tinodes miyakonis är en nattsländeart som beskrevs av Tsuda 1942. Tinodes miyakonis ingår i släktet Tinodes och familjen tunnelnattsländor. Inga underarter finns listade i Catalogue of Life.